# جينيفر لويز ويليامز
جيني وليامز (مواليد 1962)، ناشطة حقوق الإنسان من زيمبابوي، ومؤسسة حركة نساء زيمبابوي ينهضن. وهي من أبرز منتقدي حكومة الرئيس روبرت موغابي، وصفتها الغارديان عام 2009 بأنها "إحدى أكثر الأشواك تسبباً بالاضطراب في طرف موغابي.

## حياتها المبكرة
ولدت جيني في زيمبابوي. وهي خليط من عرقين، فوالدها الميكانيكي، الذي كان متغيّباً طيلة فترة نشأتها، كان أسود البشرة، ووالدتها مارغريت ذات أصول إيرلندية حيث كان والدها قد هاجر إلى ما كان يعرف حينها بروديسيا من مقاطعة أرما،  فأصبح منقباً عن الذهب وتزوج باهليزي من قبيلة ماتابيلي.
في عمر السادسة عشرة، تركت جيني المدرسة الثانوية للعمل من أجل إعالة أسرتها المكونة من 6 أخوات وإخوة. عام 1994، توفي أخوها الأكبر بسبب الإيدز.

## أنشطتها
منذ 1994 حتى 2002، كانت شركة العلاقات العامة التي كانت جيني تملكها وتديرها تمثّل اتحاد مزارعي زيمبابوي. سرعان ما سببت هذه الشركة صراعاً مع موغابي بسبب سياسته في الاستيلاء على المزارع التي تمتلكها البيض في بلاده كمقياس على إصلاح الأراضي في زيمبابوي. بعد تشجيع موغابي للمحاربين القدامى على الاستيلاء على مزارعب البيض بالقوة، بدأت جينيفر الاحتجاج على ما وصفته بانتهاكات حقوق الإنسان. كما زعمت أن أفضل المزارع أعطيت لحلفاء موغابي السياسيين. بسبب مضايقات الشرطة، اضطرت جينيفر لإغلاق شركتها.
عام 2002، أصبحت جينيفير إحدى مُؤسِّسات حركة «نساء زيمبابوي ينهضن» وهي حركة معارضة شعبية نشأت كاستجابة لضعف تحرّك رجال زيمبابوي ضد حكومة موغابي. ركّزت هذه المنظمة على الاحتجاجات الجماهيرية العامة ضد موغابي، ونمت لتضمن 70,000 عضوة في السنوات اللاحقة. وضعت جينيفر ومجموعة أخرى من قادة المنظمة «قاعدة الكاردينال» والتي تنص على أن القيادة لا بد أن تشارك أحياناً في احتجاجات خطيرة قائلة «لن نطلب من أحد القيام بما لسنا مستعدّات نحن أنفسنا القيام به».
بحلول عام 2008، كانت حكومة موغابي قد اعتقلت جينيفر حوالي 33 مرة بسبب نشاطها مع المنظمة. بعد إحدى مرات اعتقالها عام 2003، أعلنتها منظمة العفو الدولية سجينة رأي،  كما استنكرت هيومن رايتس ووتش الاعتقالات المتكررة التي طالت جينيفر وزميلتها في قيادة المنظمة ماغودونغا ماهلانغو، مشيرين إلى أن الحكومة الزيمبابوية يجب أن تطلق سراح السيدات المعتقلات و«السماح للمجتمع المدني بحق التظاهر السلمي». بعد اعتقال آخر منتصف عام 2008، دعا سفير الولايات المتحدة جيمس ماكغي إلى إطلاق سراحها واصفاً إياها بالشخصية البارزة وأن صوتها يجب أن يُسمع وأن التهم الموجهة إليها تهم صورية. فأُفرج عنها بكفالة في اليوم التالي عام 2012، اعتقلت للمرة الأربعين في مسيرة عيد الحب السنوية التي تقيمها منظمة «نساء زيمبابوي ينهضن» حيث كان الاحتفال العاشر بتأسيس المنظمة.

## الاعتراف

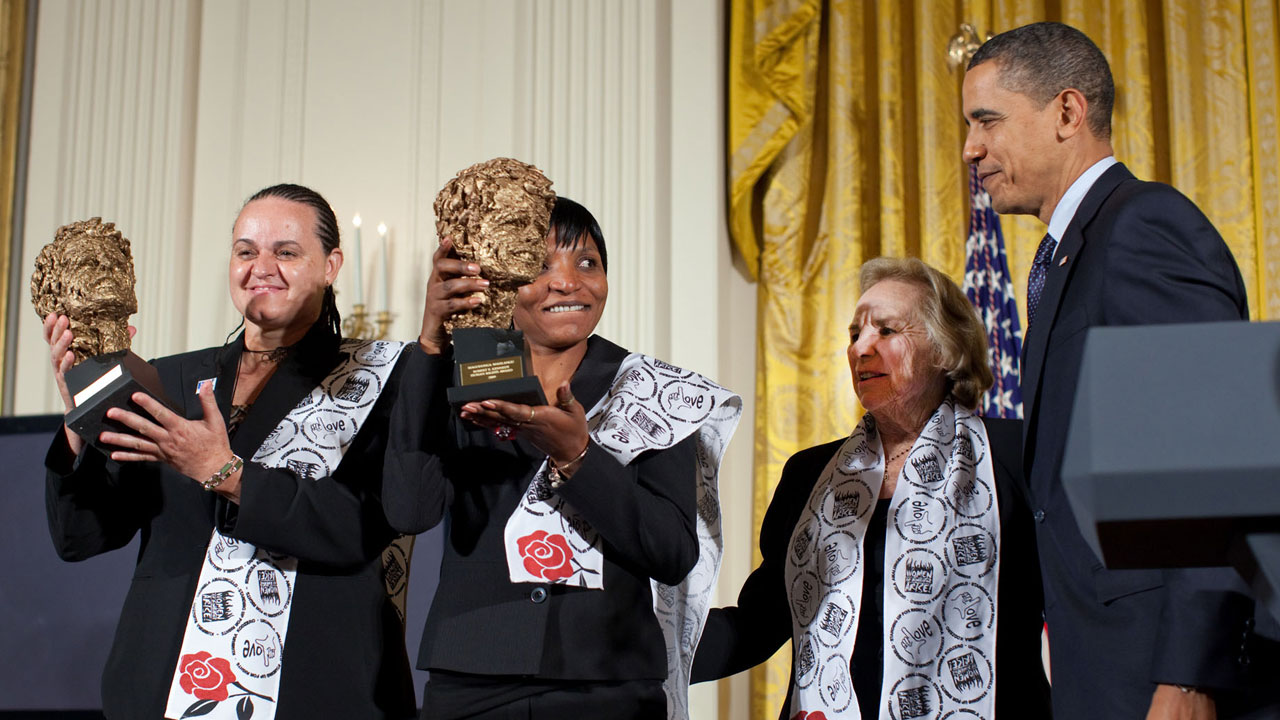
جيني ويليامز إلى اليسار وماغودونغا ماهلانغو في الوسط تتسلمات جائزة روبرت كينيدي لحقوق الإنسان من رئيس الولايات المتحدة باراك أوباما في 23 تشرين الثاني 2009

منحت جينيفر جائزة نساء الشجاعة الدولية من حكومة الولايات المتحدة عام 2007، كونها مثالاً للشجاعة والقيادة من خلال العمل بهدف التغيير باستخدام وسائل سلمية وغير عنيفة. قدمت الجائزة وزيرة الخارجية الأمريكية حينها كونداليزا رايز>
بعد عامين، حصلت كل من جينيفر وزميلتها ماغودونغا ماهلانغو على جائزة روبرت كينيدي لحقوق الإنسان، التي قدمها الرئيس باراك أوباما. في الاحتفالية، قال أوباما أن الاثنتين أظهرتها أن نساء زيمبابوي وشعب زيمبابوي يمكنهم تقويض السلطة المضطهدة بقوتهم الخاصة.
في يوم المرأة العالمي عام 2012، منحت جينيفر جائزة صندوق غينيتا ساغان التي تمنحها منظمة العفو الدولية، اعترفاً بفضل المرأتين اللتان تعملان على حماية حرية وحياة النساء والأطفال في المناطق التي يحدث فيها انتهاكات حقوق إنسان على نطاق واسع، وقد منحت هذه الجائزة تقديراً لعملها "للإلهام وتثقيف المرأة لتبني حقوقهن الإنسانية والمدنية والمطالبة بها.

## الأسرة
تزوجت جيني من مهندس كهربائي وأنجبت 3 أبناء. غادر زوجها وأبناؤها البلاد منتصف عقد 2000 بسبب القمع الذي تمارسه الحكومة.